# Pawel Fjodorowitsch Schigarew
Pawel Fjodorowitsch Schigarew (russisch Павел Фёдорович Жигарев; * 6. Novemberjul. / 19. November 1900greg. in Brikowo, Gouvernement Twer, Russisches Kaiserreich; † 2. Oktober 1963 in Moskau) war ein sowjetischer Hauptmarschall der Flieger.
Bei der sowjetischen Invasion der Mandschurei kommandierte er die 10. Luftarmee.

## Auszeichnungen (Auswahl)

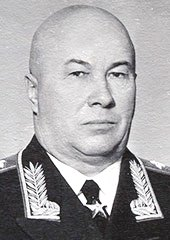
Pawel Schigarew

Orden, u.a.:
|  |  |  |  |
|  |  |  |  |

Medaillen, u.a.:
|  |  |  |  |